# Patrick Wimmer
Patrick Wimmer (Tulln an der Donau, 2001. május 30. –) osztrák válogatott labdarúgó, a VfL Wolfsburg játékosa.

## Pályafutása

### Klubcsapatokban
A SC Sitzenberg/Reidling és a Waidhofen/Ybbs korosztályos csapataiban nevelkedett, majd a Gaflenz amatőr csapatában ismerkedett meg a felnőtt labdarúgással. 2017 augusztusában mutatkozott be a negyedosztályban a Stripfing elleni bajnoki találkozón. A 2019–20-as szezon előtt szerződtette az Austria Wien 2021 nyaráig. 2019. július 26-án mutatkozott be a tartalékok között az SV Horn elleni találkozón. Augusztus 23-án az SV Lafnitz ellen az első bajnoki gólját is megszerezte. December 8-án a felnőttek között is bemutatkozott az élvonalban a Rapid Wien ellen a 88. percben Dominik Fitz cseréjeként. 2020. július 8-án a rájátszásban a Rheindorf Altach ellen az első bajnoki gólját szerezte meg. Három nappal később a TSV Hartberg ellen is eredményes volt. 2021 januárjában a klub vezetősége aktiválták a plusz egyéves opciót a szerződésében, ami így 2022 nyaráig szólt.
2021 augusztusában a német Arminia Bielefeld csapatába igazolt 1,5 millió euróért. Augusztus 28-án góllal debütált az Eintracht Frankfurt elleni bajnoki mérkőzésen. December 14-én a VfL Bochum ellen 2–0-ra megnyert bajnoki mérkőzésen gólt és gólpasszt jegyzett. 2021. január 21-én az Eintracht Frankfurt ellen egy rabonás gólpasszt adott Alessandro Schöpfnek, majd maga is szerzett egy gólt. Áprilisban aláírt 2027 nyaráig a VfL Wolfsburg csapatához. Július 30-án mutatkozott be a Carl Zeiss Jena elleni kupa-mérkőzésen. Augusztus 6-án a bajnokságban is debütált a Werder Bremen ellen és egy gólpasszt jegyzett a 2–2.re végződő mérkőzésen. November 5-én megszerezte első bajnoki gólját az 1. FSV Mainz ellen 3–0-ra megnyert találkozón. 2023. január 21-én a Freiburg ellen 6–0-ra megnyert bajnoki mérkőzésen már a 2. percben eredményes volt, majd kiosztott egy gólpasszt is.

### A válogatottban
Többszörös korosztályos válogatott. 2022. június 13-án mutatkozott be a felnőtt válogatottban Dánia ellen 2–0-ra elvesztett UEFA Nemzetek Ligája mérkőzésen. 2024. június 7-én Ralf Rangnick szövetségi kapitány 26 fős keretébe bekerült, amely a 2024-es labdarúgó-Európa-bajnokságra utazott.

## Statisztika

### Válogatott
2022. június 13-án frissítve.
| Ausztria | Ausztria        | Ausztria |
| Év       | Pályára lépések | Gólok    |
| -------- | --------------- | -------- |
| 2022     | 1               | 0        |
| 2023     | 0               | 0        |
| Összesen | 1               | 0        |

## Sikerei, díjai
- Bundesliga – Hónap Tehetsége: 2022 január[24]